# Узинкудук
Узинкуду́к (каз. Ұзынқұдық) — село у складі Отирарського району Туркестанської області Казахстану. Входить до складу Тимурського сільського округу.
Населення — 10 осіб (2021; 26 у 2009, 56 у 1999, 45 у 1989).